# Serafijn

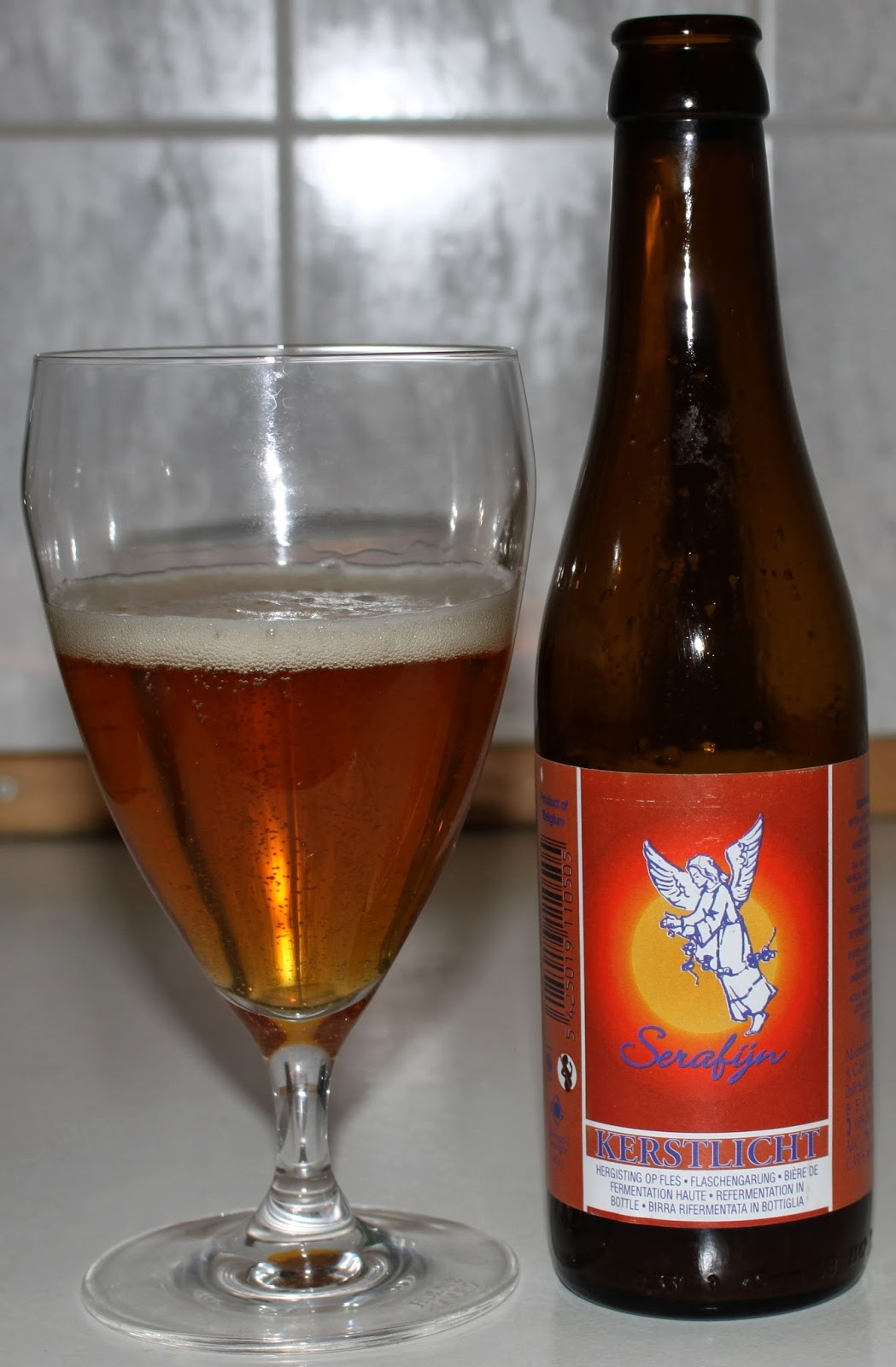
Cerveza Serafijn

Serafijn (en español: serafín) es una marca de cervezas belga. La cerveza se elabora en De Proefbrouwerij para Brouwerij Serafijn, que se encuentra en Itegem.

## Contexto
Después de una serie de muchos años de experimentación elaborando cerveza en su casa, en 1999 Achiles Van de Moer decidió montar su propia microcervecería. Puso como nombre a sus cervezas «Serafijn». Actualmente se elaboran en De Proefbrouwerij en Lochristi. Todas las cervezas son de alta fermentación, con refermentación en botella.

## Las cervezas
- Serafín Rubia es una cerveza rubia con un contenido de alcohol de 6.2%.
- Serafín Donker es una cerveza color marrón con un contenido de alcohol del 8%.
- Serafín Grand Cru es una cerveza ámbar de alta fermentación, con un contenido de alcohol del 9%.
- Serafín Kerstlicht es una cerveza ámbar de alta fermentación, con un contenido de alcohol de 7%. Esta cerveza se elabora cada año a partir del 1 de noviembre.